# Якоб Бенкс
Джейкоб Бенкс (народився 24 липня 1991) - англійський співак та автор пісень з Бірмінгема.
Джейкоб став першим виконавцем, що з'явився на Live Lounge BBC Radio , не підписуючи контракт з жодною студією звукозапису. Джейкоб Бенкс виграв 2012 року нагороду в регіональному конкурсі Бірмінгема у створенні музики темношкірими людьми  і   музичному конкурсі Адідас "Are You In". Його музика народжена під впливом низки жанрів, а саме соул, R&B та хіп-хоп. У вересні 2016 він підписав контракт з Interscope.

## Музична кар'єра

### 2012– дотепер: Досягнення
У жовтні 2012 року він записав свій дебютний альбом The Monologue, який вийшов у січні 2013 року. Другий реліз The Monologue, названий "Worthy", був зіграний на BBC Radio 1 ді-джеєм Зейном Лоуе.  У квітні 2013 року Джейкоб зіграв свій перший концерт у Лондоні у церкві святого Панкратія. Він підтримав Емілі Санде під час її туру Великою Британією у квітні 2013 року. Першого травня 2014 року у результаті співпраці з лондонським гуртом All About She вийшла частина альбому "I can wait" у вільному доступі в Інтернеті. Якоб також співпрацював з Джейком Ґослінґом.
21 липня 2015 року вийшов другий міні-альбом Бенкса під назвою  The Paradox. 
В 2016 року він записав пісню "What Do You Love" в норвезькій студії звукозапису разом з командою Seeb . Ця пісня посіла друге місце на одному з офіційних норвезьких чартів. 

### Сингли

#### Як співак
| Назва                         | Рік  | Альбом                    |
| ----------------------------- | ---- | ------------------------- |
| "Kids On the Corner"          | 2013 | The Monologue             |
| "Worthy"                      | 2013 | The Monologue             |
| "Move with You"               | 2014 | FIFA 15 (Soundtrack)      |
| "Monster" (featuring Avelino) | 2015 | The Paradox               |
| "Grace"                       | 2015 | The Paradox               |
| "Unholy War"                  | 2017 | The Boy Who Cried Freedom |
| "Chainsmoking"                | 2017 | The Boy Who Cried Freedom |
| "Unknown (To You)"            | 2017 | Н/Д                       |

### Інші виступи
| Рік  | Пісня                                                | Альбом      |
| ---- | ---------------------------------------------------- | ----------- |
| 2013 | "Jail" (Nick Brewer featuring Jacob Banks)           | Flat 10 EP  |
| 2014 | "I Can't Wait" (All About She featuring Jacob Banks) | Go Slow EP  |
| 2015 | "Blame it On Love" (Uppermost featuring Jacob Banks) | New Moon EP |